# Saab 340 AEW&C
Le Saab 340 AEW (appelé S 100 Argus dans la Force aérienne suédoise) est un avion de reconnaissance radar (AWACS) bimoteur suédois à hélice fabriqué par Saab AB et basé sur l'avion de passagers civils Saab 340. Comme l'avion civil, le Saab 340 AEW utilise deux turbopropulseurs de General Electric.

## Historique
Six avions S 100B Argus ont été produits pour l'armée de l'air suédoise, dont quatre sont équipés en permanence du radar d'alerte précoce à balayage électronique actif Erieye (AESA) et deux sont équipés pour des missions de transport en temps de paix.
Deux avions modifiés ont été prêtés à la Grèce avant la livraison des systèmes EMB-145 Erieye (en), qui a commencé en 2003.
En juillet 2006, Saab a remporté un contrat pour la mise à niveau de deux des avions S 100B de l'armée de l'air suédoise pour des missions de surveillance et pour le déploiement dans des opérations multinationales. L’avion Saab 340 AEW-300 modernisé est entré en service à partir de 2009.
En novembre 2007, la Thaïlande achète deux avions S 100B AEW à l'armée de l'air suédoise.
Le 29 mai 2024, le ministère suédois de la Défense annonce que deux avions de surveillance et de contrôle aéroportés (ASC 890) vont être envoyés en Ukraine dans le cadre du 16e paquet de soutien militaire,.

## Versions et variantes
Saab 340B AEW / S 100B Argus
(FSR-890) Erieye (en), pour la Force aérienne royale thaïlandaise.
Saab 340B AEW-200
(IS-340) Erieye
Saab 340B AEW-300 / S 100D Argus
(ASC-890) Erieye

## Pays utilisateurs
- Suède

La Force aérienne suédoise exploite deux avions (2 S100D / ASC890). 2 Saab GlobalEye ont été commandés en juin 2022, en vue de leur remplacement.
- Thaïlande

La Force aérienne royale thaïlandaise exploite deux avions livrés en octobre 2012.
- Pologne

La Force aérienne de la République polonaise a acheté deux avions d'alerte précoce et de contrôle Saab 340 AEW d'occasion (aux Émirats arabes unis) en juillet 2023. Le premier avion a été livré en septembre 2023.
- Ukraine

Le 29 mai 2024, la Suède annonce faire don, à l'Ukraine, de deux systèmes de détection et de commandement aéroportés Saab 340 AEW&C et de l'intégralité de son stock de Pansarbandvagn 302, de munitions d’artillerie et du matériel pour l'entretien des équipements donnés.
Saab 2000 AEW&C
En décembre 1988, Saab a décidé de construire un dérivé allongé de sa Saab 340, appelé « Saab 2000 ».
- Pakistan

La Force aérienne pakistanaise exploite 7 avions.
- Arabie saoudite

La Force aérienne royale saoudienne exploite 2 avions.

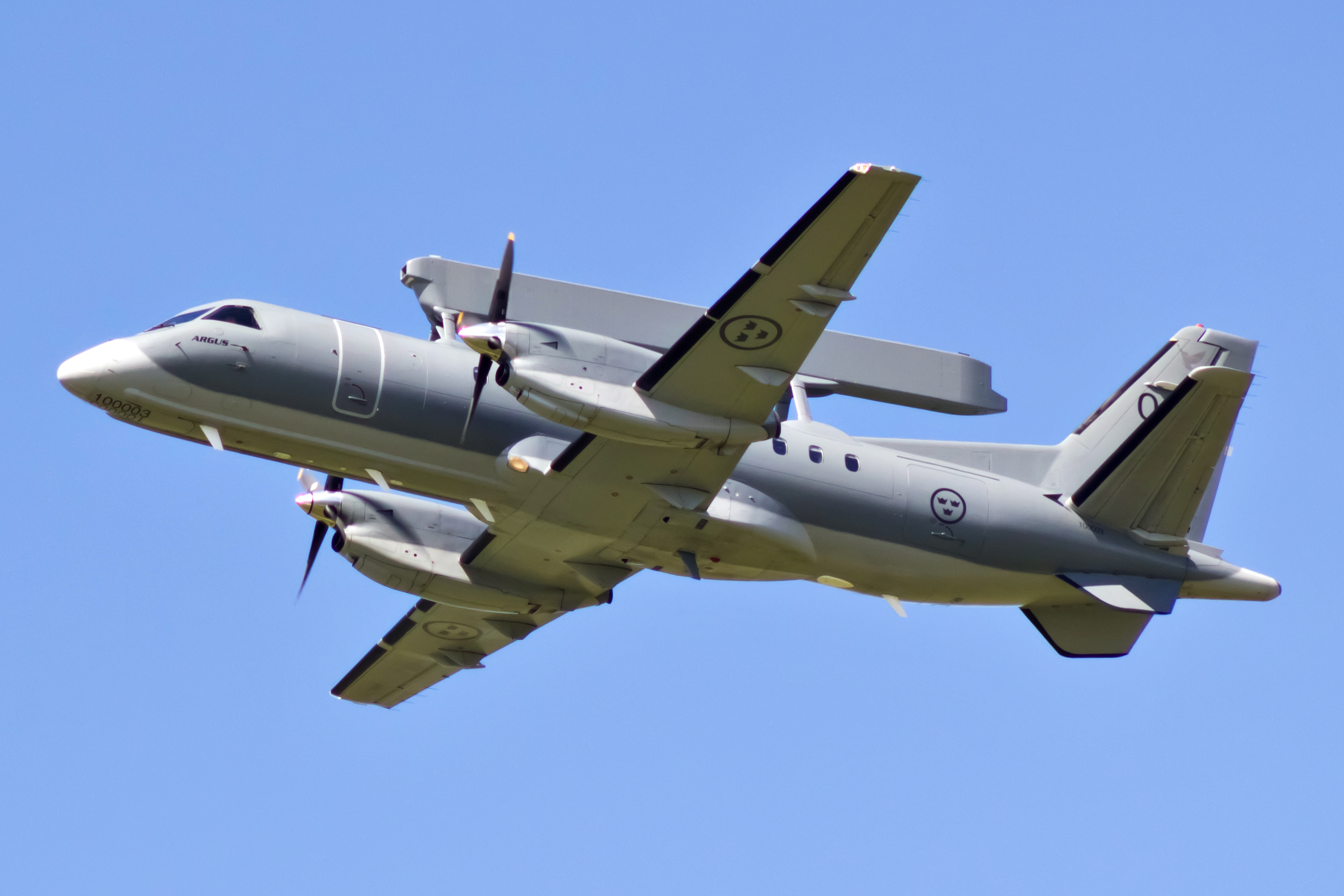
Saab 340 Argus de la Force aérienne suédoise
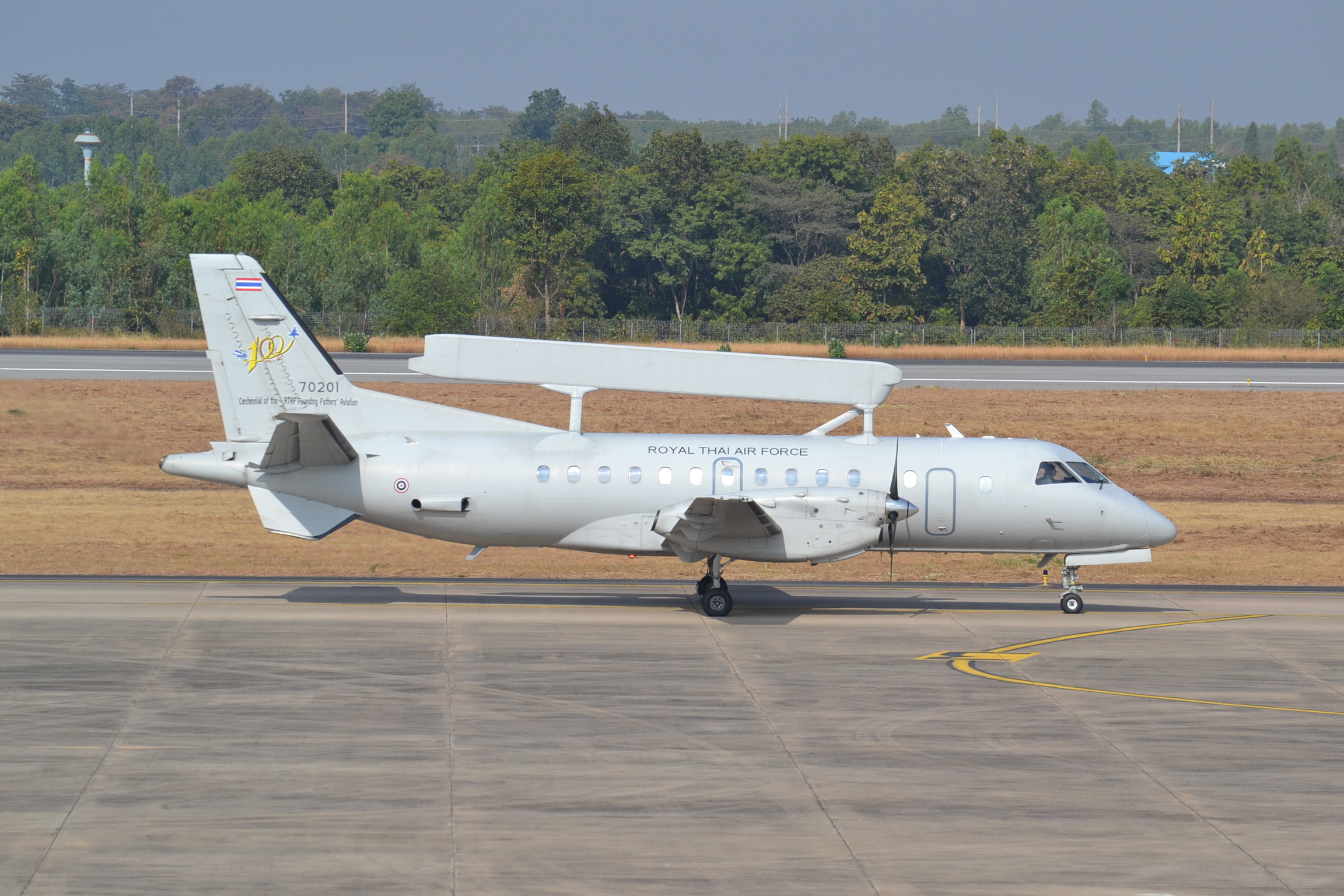
Saab 340 AEW&C de la Force aérienne royale thaïlandaise
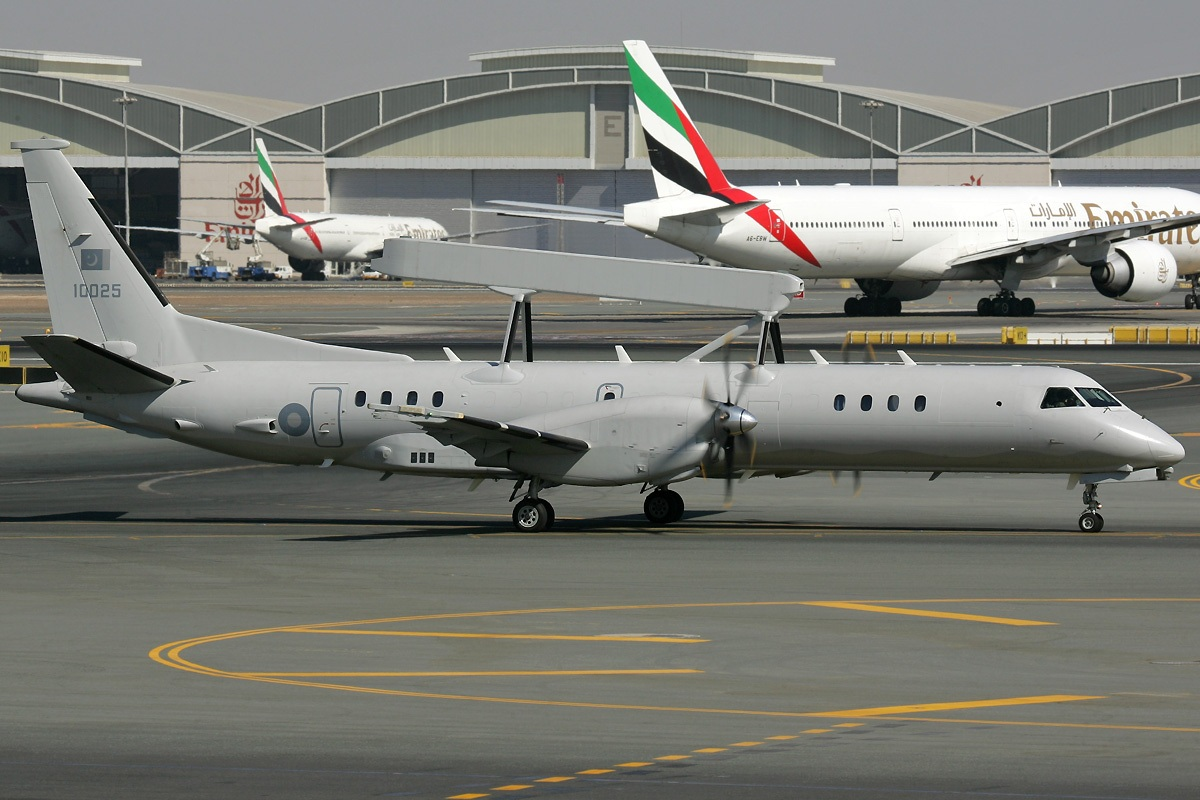
Saab 2000 AEW&C de la Force aérienne pakistanaise

## Spécifications du Saab 340 AEW&C
Caractéristiques générales
- Équipage : 6
- Longueur : 20,57 m
- Envergure : 21,44 m
- Hauteur : 6,97 m
- Masse à vide : 10 300 kg
- Masse brute : 13 155 kg
- Groupe motopropulseur : 2 × General Electric CT7-9B

Performance
- Endurance : 6 heures
- Plafond : 7 620 m